# Canaples
Canaples – miejscowość i gmina we Francji, w regionie Hauts-de-France, w departamencie Somma.
Według danych na rok 1990 gminę zamieszkiwały 604 osoby, a gęstość zaludnienia wynosiła 59 osób/km² (wśród 2293 gmin Pikardii Canaples plasuje się na 461. miejscu pod względem liczby ludności, natomiast pod względem powierzchni na miejscu 437.).